# تظاهرات ۱۷ شهریور
رویداد ۱۷ شهریور ۱۳۵۷ شناخته شده با نام «جمعهٔ سیاه» که در برخی منابع از آن با عنوان «کشتار ۱۷ شهریور» نیز یاد می‌شود، رویدادی در جریان اعتراضاتی بود که در نهایت به وقوع انقلاب ۱۳۵۷ انجامید. در ۱۷ شهریور ۱۳۵۷، تظاهرات مخالفان و انقلابیون در محلات جنوبی تهران، خیابان ژاله پیشین (خیابان مجاهدین اسلام کنونی) و میدان ژاله (میدان شهدا کنونی)، منجر به کشته شدن ۸۷ نفر از تظاهرکنندگان شد.هر چند فرماندار نظامی وقت تهران هرگز تایید نکرد که دستور آتش توسط نیروهای نظامی ارتش شاهنشاهی ایران داده شد ولی مخالفان آن را به حکومت شاه نسبت دادند.
اگرچه مخالفان حکومت پهلوی و افرادی چون میشل فوکو از کشته شدن چند هزار نفر صحبت می‌کردند، اما بعدها مشخص شد که آمار رسمی و آنچه در اطلاعیهٔ فرمانداری نظامی تهران دربارهٔ تعداد کشته‌ها ذکر شده بود، یعنی حدود ۸۷ نفر، درست بوده است. سال‌ها بعد نیز عماد الدین باقی با دسترسی به آمار بنیاد شهید انقلاب اسلامی و منابع دیگر، در پژوهشی تعداد کشته‌شدگان را ۸۸ نفر عنوان کرد که ۶۴ نفر آن‌ها در میدان ژاله کشته شدند.
در سال‌های ابتدایی پس از انقلاب، روز ۱۷ شهریور در تقویم جزو تعطیلات رسمی ایران محسوب می‌شد، اما پس از چند سال، این تعطیلی برداشته شد.

## پیش‌زمینه
تنها چند روز پس از رویداد آتش‌سوزی سینما رکس آبادان در ۲۸ مرداد ۱۳۵۷، دولت جمشید آموزگار که با شعار «دولت فضای باز سیاسی» روی کار آمده‌بود، مجبور به استعفا شد و در روز ۴ شهریور محمدرضا پهلوی از جعفر شریف‌امامی که فرزند یک روحانی و رئیس مجلس سنای ایران بود و به برخی مخالفت‌ها با دولت امیرعباس هویدا شناخته می‌شد، دستور داد تا دولتی با شعار «آشتی ملّی» تشکیل دهد.

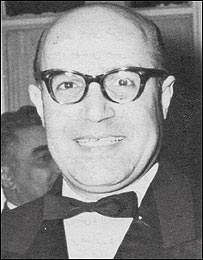
شریف امامی دولتش را «دولت آشتی ملی» نام نهاده بود

### ۱۳ شهریور
اندکی بعد و در روز ۱۳ شهریور، که راهپیمایی بزرگ عید فطر در تپه‌های قیطریه تهران، تبدیل به تظاهرات بر ضد حکومت شاهنشاهی شد. راهپیمایی ۱۳ شهریور از قیطریه، ونک، خیابان پهلوی (خیابان ولی‌عصر امروزی)، خیابان ژاله و جنوب تهران آغاز شد و ساعت شش و سی دقیقه بعدازظهر در میدان شهیاد تهران (میدان آزادی امروزی) به پایان رسید. گزارش ساواک تعداد شرکت‌کنندگان را شصت هزار نفر از «قشر مذهبی» و سرمقاله روزنامه اطلاعات در روز چهاردهم شهریور، شرکت‌کنندگان را سه میلیون نفر در سراسر کشور عنوان کرد. موفقیت روحانیان در برگزاری این راهپیمایی، آنان را به فکر ادامه آن در روزهای پس از آن انداخت. به دنبال این تظاهرات، ناآرامی‌های دیگری نیز تا روز شانزدهم شهریور رخ دادند.

### ۱۵ شهریور
هیئت دولت در بیانیه شدیداللحنی برگزاری هرگونه تجمعی را ممنوع اعلام کرد. این بیانیه (که به معنای حکومت نظامی نبود) از سوی مخالفان جدی گرفته نشد.

### ۱۶ شهریور
از نخستین ساعات بامداد مأموران گارد و شهربانی و ساواک در میدان‌های مختلف و نقاط حساس شهر مستقر شدند. بر پایه گزارش ساواک ۹۵ درصد مغازه‌های خیابان‌ها و بازار تهران و شمیران و شهر ری تعطیل شدند. تظاهرات ۱۶ شهریور در تهران با حضور بیش از نیم میلیون نفر انجام گرفت که بزرگ‌ترین گردهمایی انجام‌گرفته در ایران تا آن هنگام بود. در این تظاهرات برخی رهبران جبهه ملی ایران نیز شرکت کردند. تظاهرکنندگان شعارهای شدیداللحنی مانند «مرگ بر سلطنت پهلوی»، «شاه حرامزاده است» سر می‌دادند و برای نخستین بار نیز خواستار تشکیل حکومت جمهوری شدند. همان شب، شاه برای آنکه کنترل امور را از دست ندهد دولت را مجبور کرد تا در تهران و یازده شهر دیگر مانند کرج، قم، تبریز، کازرون، اصفهان، مشهد، آبادان، اهواز، قزوین، جهرم و شیراز، حکومت نظامی اعلام کند و فرماندهی نظامی پایتخت را نیز به غلامعلی اویسی که در جریان تظاهرات ۱۵ خرداد ۱۳۴۲ به «قصاب ایران» مشهور شده بود سپرد و در نهایت نیز دستور بازداشت کریم سنجابی، مهدی بازرگان، داریوش فروهر، نصرت‌الله معینیان، عبدالکریم لاهیجی، محمود اعتمادزاده، هدایت‌الله متین‌دفتری و رحمت‌الله مقدم مراغه‌ای را صادر کرد.

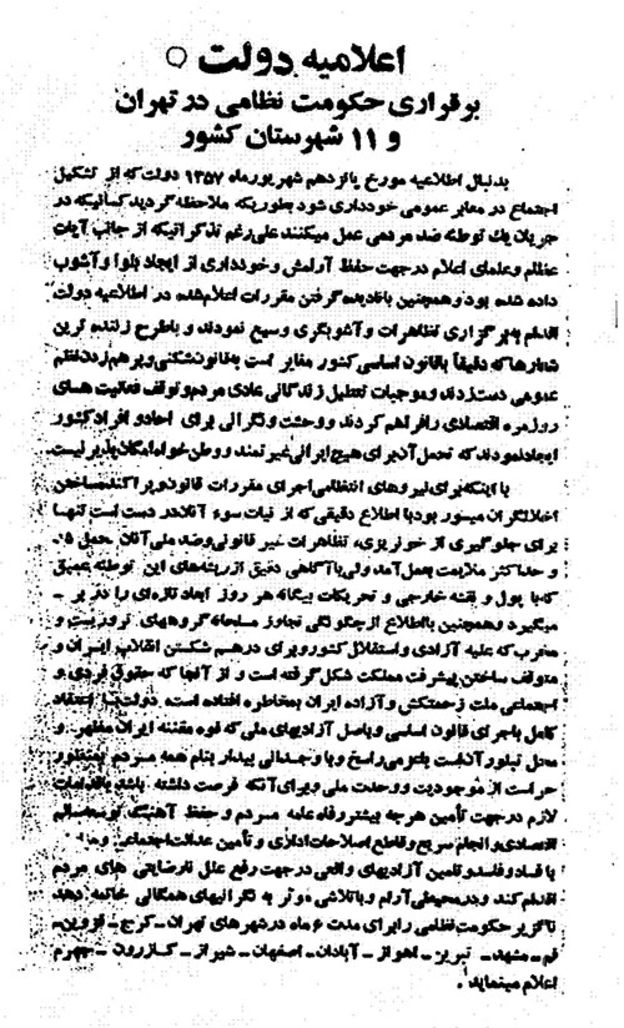
اعلامیه برقراری حکومت نظامی از سحر ۱۷ شهریور ۱۳۵۷

## روز ۱۷ شهریور
دعوت کنندهٔ اصلی راهپیمایی روز هفده شهریور یک روحانی‌ای به نام یحی نوری بود. این فرد از مبارزان بر ضد نظام شاهنشاهی بود که به صورت انفرادی عمل می‌نمود و ساکن اطراف میدان ژاله بود. از نخستین ساعات صبح روز جمعه، مردم برای شرکت در راهپیمایی راهی میدان ژاله شدند. غافل از آنکه از ساعت ۶ صبح، حکومت نظامی توسط فرماندار تهران ارتشبد غلامعلی اویسی اعلام و در حال اجرا و اجتماع بیش از سه نفر ممنوع بود. اعلام دیرهنگام حکومت نظامی (ساعت ۶ صبح همان روز) از دلایل شلوغی این تظاهرات بود.
حدود ساعت ۸:۱۵ فرماندهان نظامی ابتدا چندبار با بلندگو از مردم خواستند که پراکنده شوند و وقتی با بی‌تفاوتی مردم روبه‌رو شدند یکی از فرماندهان می‌گوید: «ما را مجبور به تیراندازی نکنید». حدود ساعت ۸:۳۰ یک روحانی وارد محوطه میدان ژاله می‌شود و با یکی از افسران گفتگو می‌کند. در مقابل از مردم می‌خواهد به زمین بنشینند. بین ساعت ۹:۱۵ تا ۱۰ صبح، گلوله‌باران توسّط نظامیان آغاز می‌شود که برای چند دقیقه بیشتر به طول نینجامید. به‌گونه‌ای که خبرنگارانی که ساعتی بعد از حادثه به محل رسیدند تنها با ماشین‌های آب‌پاش روبه‌رو شدند که مشغول شست‌وشوی خیابان‌ها بودند. پس از شلیک ارتش، درگیری‌های خیابانی گسترده‌ای درگرفت و در طول روز به دیگر نقاط پایتخت کشیده شد.
در مناطق جنوبی تهران برای پراکنده کردن جمعیت از بالگردهای نظامی استفاده شد. یک روزنامهٔ اروپایی در این رابطه نوشت: این بالگردها «کوهی از اجساد متلاشی شده» را بر جای گذاردند. در میدان ژاله، تانک‌ها که مردم را محاصره کرده بودند و از پراکنده کردنشان ناتوان بودند شروع به شلیک به سمت مردم کردند. بنا بر نوشتهٔ یک خبرنگار اروپایی، این صحنه به جوخه آتش شبیه بود که در آن افراد مسلح به انقلابیون بی‌حرکت شلیک می‌کردند.
از اوایل بعدازظهر، بازداشت‌های گسترده مخالفان حکومت در شهرهای مختلف آغاز می‌شود. بیشتر آنان ظرف چند روز آزاد می‌شوند.

### نافرمانی سربازان
گزارش‌هایی از نافرمانی سربازان و فرماندهان در تیراندازی به مردم وجود دارد. یک سرباز وظیفه که به او دستور داده بودند به سوی مردم شلیک کند، ابتدا به فرمانده خود شلیک کرد و سپس خودش را کشت. در نافرمانی دیگری، سه نفر از سربازان وظیفه لشکر گارد شاهنشاهی به نام‌های «قاسم دهقان»، «علی غفوری» و «محمد محمدی» متواری شدند. فردای آن روز محل اختفای این سه سرباز کشف و مهدی محمدی کشته شد.

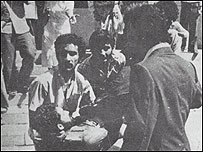
انقلابیون در حال کمک‌رسانی به فردی مجروح در میدان ژالهٔ تهران

## ۱۸ شهریور
مراجع ثلاثه (سید محمدرضا گلپایگانی، سید شهاب‌الدین مرعشی نجفی و سید محمدکاظم شریعتمداری) و سید روح‌الله خمینی بیانیه‌های تندی صادر کردند. با جریحه‌دار شدن احساسات عمومی از خشونت اعمال شده، مردم و بازاریان در شهرهای دیگر دست به اعتراض و اعتصاب زدند.
جیمی کارتر در تماسی تلفنی از کمپ دیوید، برای شاه «آرزوی موفقیت» کرد. این تماس و سکوت نسبی ایالات متحده آمریکا نسبت به رویداد ۱۷ شهریور، توجیهی در اختیار روحانیان گذاشت تا به احساس غرب‌ستیزی و امپریالیسم‌ستیزی مردم دامن بزنند.

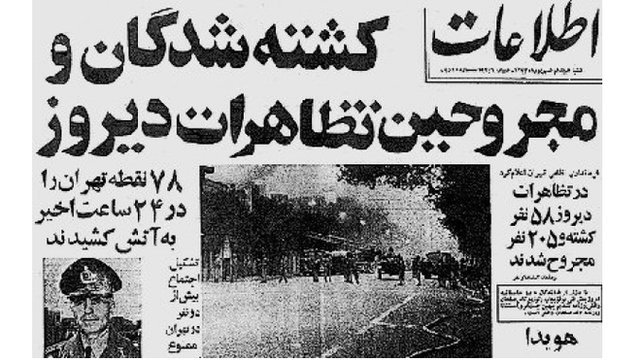
تیتر صفحه نخست روزنامه اطلاعات در ۱۸ شهریور ۱۳۵۷

محمد باهری وزیر دادگستری وقت یک روز بعد از این واقعه، در مصاحبه تلویزیونی در پاسخ به سؤال مجری که آیا بهار آزادی تمام شد؟ همکاری جبهه ملی و مذهبیون با کمونیست‌ها را مورد شماتت قرار می‌دهد و می‌گوید: «چطور ممکن است کسانی که معتقد به توحید هستند با کسانی همکاری بکنند که بنای ایدئولوژیک‌شان و بیان فکری‌شان ضدیت با خدا، شرک با خدا، انکار با خدا است؟»

## اهمیت
این روز و این رویداد در میان رویدادهای سال آخر حکومت پهلوی، اهمیت بسیاری داشت. در حقیقت با این کشتار، راه مخالفان و مبارزان برای همیشه از حکومت جدا شد و امکان هرگونه آشتی میان حاکمیت و مردم سلب شد. احساسات مردمی نسبت به ضدیت با شاه، بیش از پیش تحریک شد و موقعیت میانه‌روهایی که به دنبال نوعی مصالحه و سازش بین انقلابیون و سلطنت‌طلبان بودند، تضعیف شد؛ به گونه‌ای که عملاً مردم به دو گروه «انقلابی بنیادی» یا «ضدانقلاب نظامی» تقسیم شدند. از سوی دیگر حمایت‌های بعدی ایالات متحده آمریکا از شاه، سیاست دوگانهٔ آمریکا در قبال ایران را که با تبلیغات سیاسی فشار آمریکا بر شاه برای گسترش فضای باز سیاسی به کلّی منافات داشت، نشان داد.
مشاور امنیت ملی آمریکا، زبیگنیف برژینسکی، دربارهٔ این رویداد گفت: «رویداد میدان ژاله چنان خونین و مرگ‌بار بود که کشمکش‌های گذشته میان دولت و مخالفان را از یاد برد. این رویداد، پایان شورش‌های پراکنده و مقطعی و آغاز انقلاب واقعی بود.»

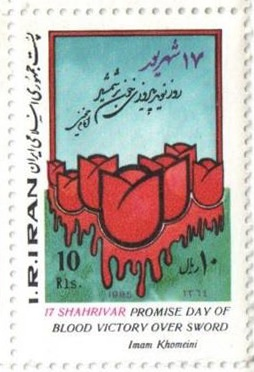
تمبر یادبود رویداد ۱۷ شهریور چاپ شده در سال ۱۳۶۴

## تعداد کشته‌شدگان
فرمانداری نظامی تهران آمار ۸۷ کشته و ۲۰۵مجروح را تأیید نمود. اما مخالفان حکومت، اعلان داشتند که در این روز بیش از ۴٬۰۰۰ نفر کشته شده‌اند و تعداد کسانی که تنها در میدان ژاله جان باخته‌اند ۵۰۰ نفر است. میشل فوکو فیلسوف فرانسوی و طرفدار انقلاب ایران که برای پوشش دادن رویدادهای انقلاب در یک روزنامه ایتالیایی به محل حوادث رفته بود مدعی شد که ۴٬۰۰۰ تن در این روز هدف گلوله قرار گرفته‌اند. اما سال‌ها بعد عماد الدین باقی با دسترسی به آمار بنیاد شهید انقلاب اسلامی و منابع دیگر، در پژوهشی تعداد کشته‌شدگان ۱۷ شهریور را ۸۸نفر ذکر می‌کند که ۶۴ نفر آن‌ها در میدان ژاله کشته شدند. محمد باهری که در آن هنگام عهده‌دار سمت وزارت دادگستری بود می‌گوید: بنابر گزارش سازمان پزشکی قانونی و سازمان بهشت زهرا مجموع کشته‌شدگان روز هفدهم شهریور و زخمی‌هایی که تا روز بیست و ششم شهریور درگذشتند ۱۲۶نفر بوده است. همچنین در سال ۱۳۹۶، عبدالله نوری کنشگر سیاسی اصلاح طلب و وزیر کشور دولت خاتمی در مطلبی که در روزنامه شرق به چاپ رسید، از قول سید محمد بهشتی گفت که تعداد کشته‌شدگان روز ۱۷ شهریور در میدان ژاله حدوداً ۳۹۵۰ نفر کمتر از آن چیزی بود که توسط جامعه روحانیت مبارز در بیانیه پس از این رویداد گفته شده بود.

## نام‌ها
هفده شهریور با نام‌های «جمعهٔ سیاه» و «جمعهٔ خونین» نیز در ادبیات انقلاب اسلامی شناخته شده است. سران جمهوری اسلامی ایران این روز را «یوم‌الله» به معنی «روز خدا» نام‌گذاری کرده‌اند.

## واکنش‌ها به کشتار
یک روز پس از کشتار، صدها نفر از کارگران پالایشگاه نفت تهران اعتصاب کردند. در این اعتصاب کارگران نه تنها خواستار افزایش حقوق و بهبود شرایط کارکنان، که خواهان پایان دادن به حکومت نظامی به عنوان یک خواست سیاسی مشخص بودند.
میرحسین موسوی در واکنش به سرکوب معترضان در آبان ۱۳۹۸ این کشتار را با کشتار 'میدان ژاله' مقایسه کرد که آنجا شاه فرمانده کل قوا بود و امروز ولی فقیه.

## تئوری توطئه
در نظریه‌های توطئه در ایران، دربارهٔ کشتار ۱۷ شهریور، تئوری‌های گوناگونی وجود دارند. عبدالله شهبازی باور دارد که سربازانی که «هزاران» مردم بی‌گناه را در جمعه سیاه کشتند از اسرائیل بودند. در برابر آن، شجاع‌الدین شفا معتقد بود که تیراندازان از فلسطین بودند. غلامعلی اویسی فرماندار نظامی وقت، نقش خود در صدور فرمان کشتار مردم را چه زمانی که در ایران دارای مقام بود و چه زمانی که در خارج از ایران اقامت داشت هرگز نپذیرفت و مدعی بود که شلیک به معترضان و کشتار آنها از سوی مجاهدان و فلسطینی‌ها رخ داده تا به نام شاه تمام شود. حسن طوفانیان نیز کشتار ۱۷ شهریور را به فلسطینی ها مرتبط دانسته است.

## دادگاه
با وقوع انقلاب و برپایی دادگاه‌های انقلاب دست‌کم شش افسر و سرباز ارتش به اتهام شرکت مستقیم در رویدادهای ۱۷ شهریور در ساعت ۲ و ۵۰ دقیقه سحرگاه ۲۹ فروردین ۱۳۵۸ اعدام شدند.

گزارش دادگاه مسئولین کشتار ۱۷ شهریور

## نگارخانه

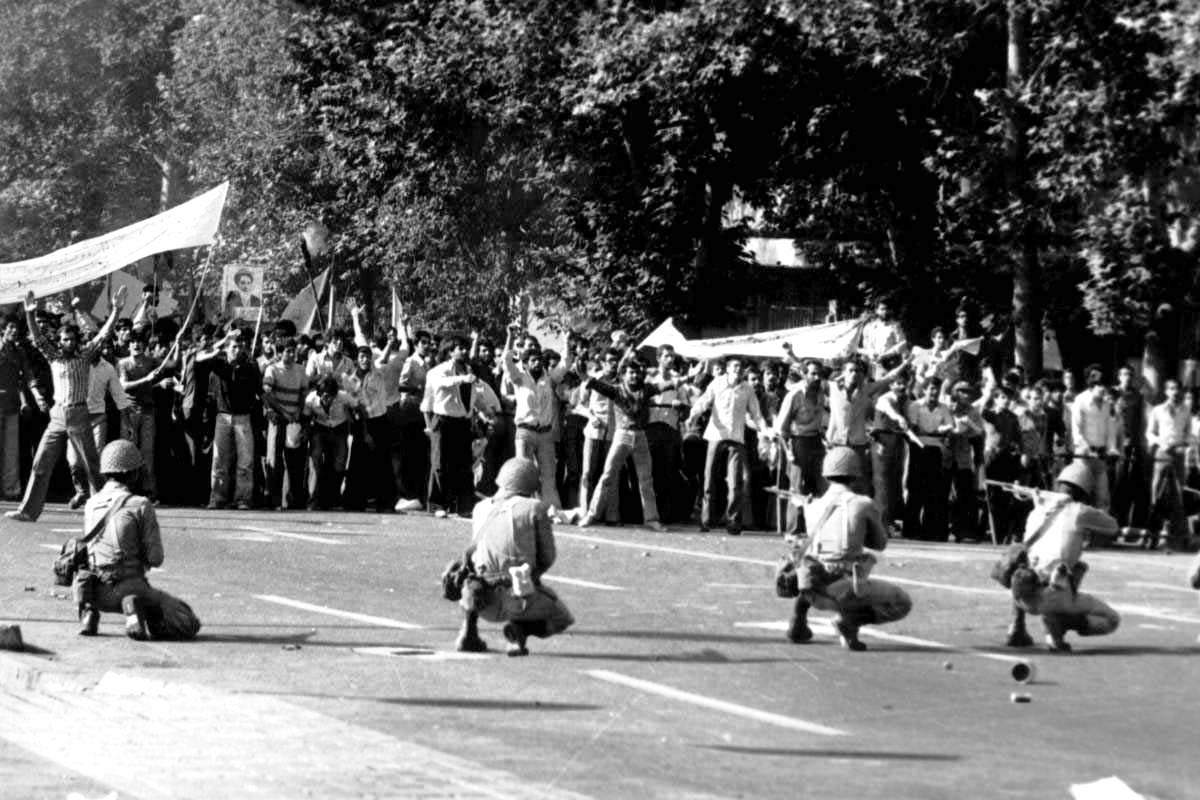
۱- تقابل معترضان و نیروهای نظامی
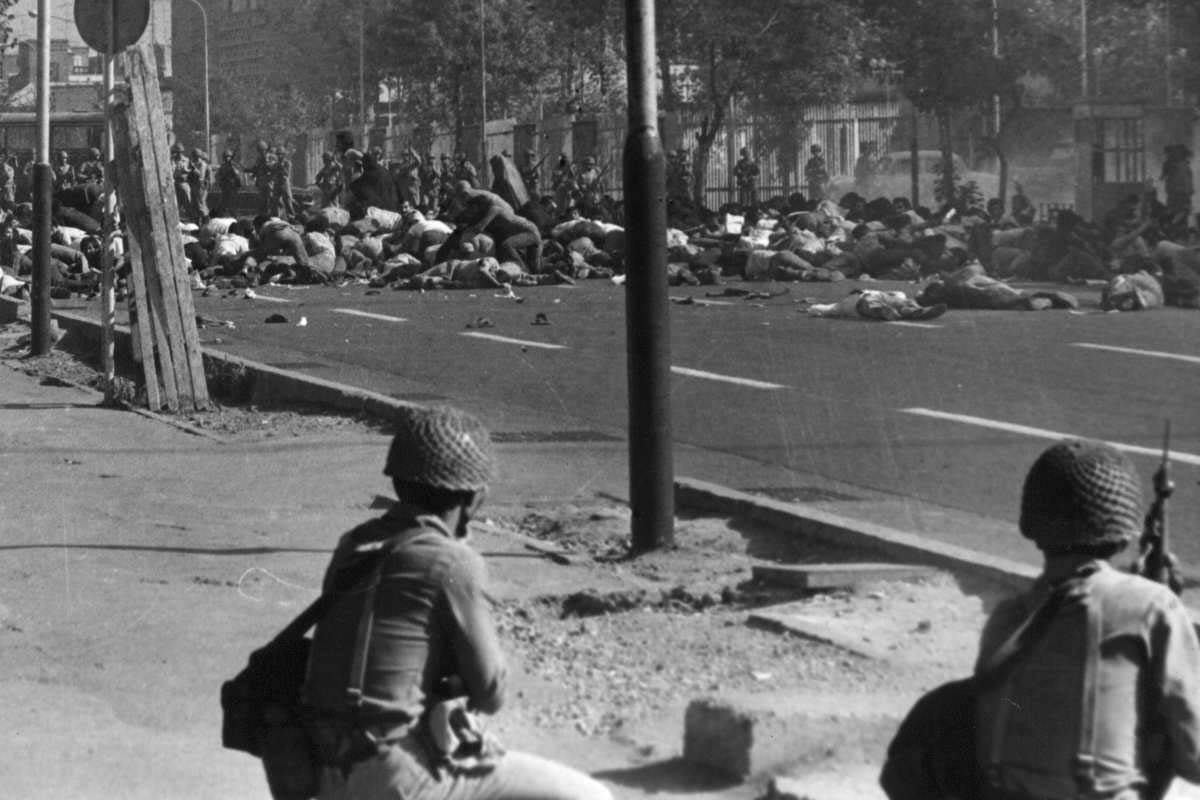
۲- دو نیروی نظامی در مقابل مخالفان
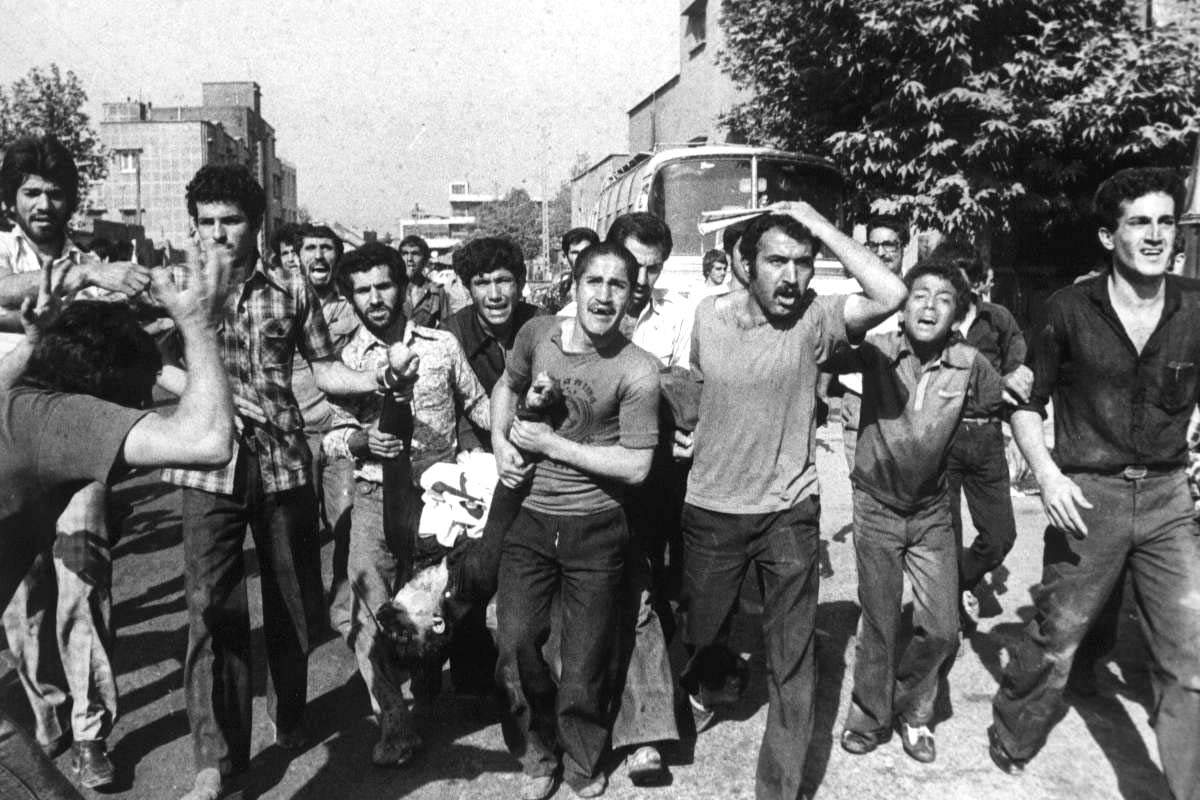
۳- حمل یک مجروح توسط مردم
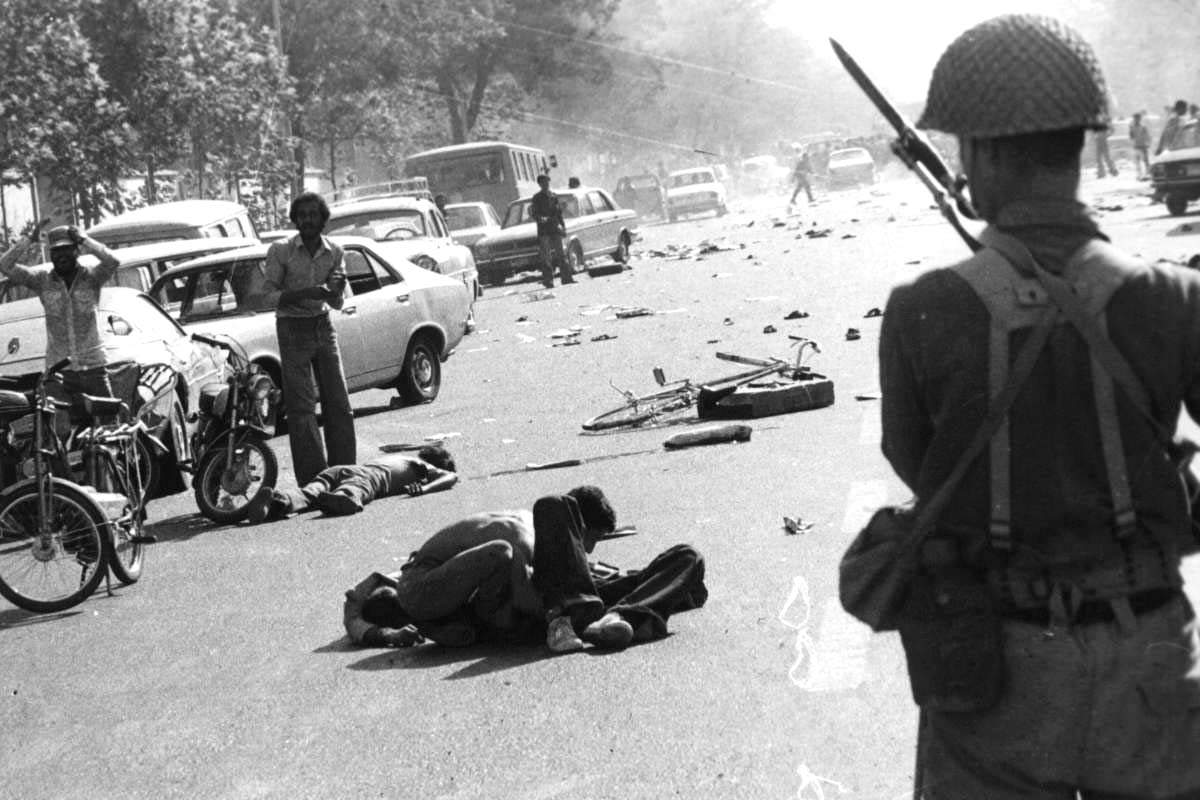
۴- نمایی از پایان تظاهرات ۱۷ شهریور